# 大仁秀
渤海宣王（？—830年），諱大仁秀，大氏，是渤海國第十代君主，大明忠之从兄，大祚荣之弟大野勃四世孫。在位期間818年至830年，年號為建兴。

## 生平
太始元年（唐元和十三年、818年）二月，简王大明忠去世，大仁秀权知国务。三月，派遣李继常等二十六人至唐朝告哀。五月，受唐宪宗封银青光禄大夫、检校秘书监、忽汗州都督、渤海国王。冬，派遣慕感德出使日本。翌年正月，改元建兴。大仁秀为人精明强干，深悉政务，励精图治，采取强有力措施振兴国势。建兴二年（820年），征讨海北诸部，扩大境宇，大仁秀兼并了靺鞨铁利、安车骨、拂涅、号室等部，击败了黑水靺鞨，又南定新罗，渤海國达到极盛。唐朝加授金紫光禄大夫、检校司空。建兴六年（824年）春，派遣大聪睿等五十人朝觐唐朝，请备宿卫。在国内厘定州县，内外齐上，文武兼及，以巩固渤海政权。在位期间，曾二十次遣使到唐朝长安，所谓海东盛国主要就是指他統治的时期。建兴十二年（830年）去世，諡號宣王。

## 家族列表

### 父母及兄弟
- 4世祖  大野勃
- 祖父 大元璣
- 父亲 大匡德
- 族姪   大明忠

### 子女

#### 子
- 子 大新德
- 孙 大彝震

## 《桓檀古记》
《桓檀古记》称大仁秀被尊为聖宗宣皇帝。